# Antonín Křišťál
Antonín Křišťál (Žižkov, 4 febbraio 1904 – 15 ottobre 1976) è stato un calciatore cecoslovacco, di ruolo attaccante.

## Carriera

### Nazionale
Debutta il 17 gennaio 1926 in un'amichevole contro l'Italia persa 3-1 e nella quale segna l'unica rete della Cecoslovacchia e l'unica in Nazionale per lui. Gioca altri tre incontri tutti nel 1926.

## Palmarès

### Club

#### Competizioni nazionali
- Campionato cecoslovacco: 1

Viktoria Zizkov: 1927-1928